# 中田ヤスタカ
中田 ヤスタカ（なかた ヤスタカ、1980年2月6日 - ）は、日本のDJ、音楽プロデューサー、作詞家、作曲家、編曲家。石川県金沢市出身。
メジャーデビュー後は、CAPSULEの活動を続けながら、多数の歌手をプロデュースし、レジデントDJとしてクラブイベントの主宰者も務めている。顕著な実績としては、まずCAPSULEでネオ渋谷系の流行に貢献した。次に、Perfumeをヒットさせ、テクノポップの流行を再来させた。更に、きゃりーぱみゅぱみゅでは原宿系の世界観を持つ音楽を世界的にヒットさせた。
また、国内外のアーティストへのリミックスの提供。映画のサウンドトラック、ニュース番組のテーマ曲、アパレルブランドのコレクション用楽曲などを手がける作曲家としても活動（後述）。

## 来歴
作曲を始めたのは10歳の頃。ピアノを習っていて、自分が弾く曲の譜面を紙に書いていた。そして、それをラジカセで録音していたら、録ることに楽しさを感じていった。
16歳の時、ヤマハのコンテストで、数十分で作った曲で挑戦したところテクニック賞を受賞。賞金でサンプラーが欲しかったが、手に入れたのはヤマハ製楽器 だった。
1997年、同じ金沢市出身のこしじまとしこと音楽ユニットcapsuleを結成。2001年、capsuleとしてメジャーデビュー。
2002年、映画『うつつ』のサウンドトラックを制作。
2003年、Perfumeの音楽プロデュースを開始。
2004年、スタジオジブリの百瀬義行監督とのコラボレーションによるショートムービーを制作。2006年、ジブリ短編映画『ジュディ・ジェディ』の原案、音楽を担当し、押井守監督の『立喰師列伝』と劇場同時上映。
2007年、フジテレビ系テレビドラマ『ライアーゲーム』のサウンドトラックを制作。その後も同シリーズのサウンドトラックを手掛ける。（後述）
2008年、ファッション・ブランドFRAPBOISに2008S/S、08-09A/W 楽曲を制作。（後述）
2010年、カイリー・ミノーグへのリミックス提供を日本人で初めて果たす。
2011年、きゃりーぱみゅぱみゅの音楽プロデュースを開始。
2012年、日経ビジネスオンライン「CHANGEMAKERS OF THE YEAR 2012」クリエーター部門を受賞。その後、漫画『ONE PIECE』の展覧会『尾田栄一郎監修 ONE PIECE展～原画×映像×体感のワンピース』のテーマ曲を制作。劇場版『ONE PIECE FILM Z』のオープニングテーマを制作。そして、「スパイス」（Perfume）や「つけまつける」（きゃりーぱみゅぱみゅ）が評価され、日本レコード大賞にて編曲賞を受賞した。
2022年、劇場版アニメ『ONE PIECE FILM RED』に提供した劇中歌「新時代」が、Apple Musicグローバルチャートにおいて日本の楽曲として初めて全世界1位にランクインした。また、iTunes総合ソングランキング、LINE MUSICリアルタイムランキングなどのランキングで1位を獲得し、リリースから4日で「16冠」を記録した。2023年12月、2023年度のMPA賞ヒット・ソング賞（NexTone）を受賞した。2024年4月17日、NexTone Award 2024でGold Medalを受賞した。

## 人物
音楽プロデューサーとしてPerfume、きゃりーぱみゅぱみゅ、COLTEMONIKHAを世に送り出した。きゃりーぱみゅぱみゅは、「高校3年生の進路を決めるときに、働きたくないと思っていた。しかし、イベント『TAKENOKO!!!』を主催していた中田ヤスタカに出会い、人生が変わった。」としている 。また、歌手デビューするとき「中田ヤスタカのプロデュースでなかったら絶対にデビューしていなかった。」ともしている。
他にもMEG、SMAP、m-flo、青山テルマ、鈴木亜美、リア・ディゾンら各種アーティストへの楽曲提供・リミキサーとしても参加している。（後述）
DJとしては、『FLASH!!!』(毎月第4土曜日、渋谷club asia)や、美容師ナイト『RED』(毎月第1月曜日、代官山AIR)、未成年入場可能のクラブパーティ『TAKENOKO!!!』などのレギュラー・パーティーを持っている。
クラブイベントのほかファッションショーやアパレルブランドパーティー、ロックフェスなどで年間約60本以上プレイしており、雑誌『LOUD』が発表する 国内人気DJランキングでは2010年、2011年の2年連続で第2位を獲得している。
東京スクールオブミュージック専門学校卒業。
機材については全て独学なため、作曲方法は「多分（機材メーカーからしたら）正しい使い方をしていないから、自分でもよくわかってない。だから誰かに作曲方法をキチンと説明出来ない」と語っている。
漫画『ONE PIECE』の作者である尾田栄一郎とはプライベートでも交流がある他、雑誌『メンズノンノ』2012年4月号、雑誌『サウンド＆レコーディング・マガジン』2012年4月号で対談もしており、イベント『ONEPIECE展』や映画『ONE PIECE FILM Z』に楽曲提供をしている。

## 制作体制
レコーディングを含めた楽曲制作は、全て中田自身のプライベート・スタジオでしている。作曲はハードウェア音源を使用せず、ほぼ全てソフトウェア音源で行うため、他のミュージシャンと比較してシンプルなスタジオであり、楽器の演奏や編曲、レコーディング・エンジニアなども自身で担当している。
使用しているデジタル・オーディオ・ワークステーションは、スタインバーグ社製Cubase。

## ディスコグラフィー

### シングル
| 枚  | 発売日        | タイトル                                           | 規格品番   | オリコン 最高位 | 備考                                                         |
| --- | ------------- | -------------------------------------------------- | ---------- | --------------- | ------------------------------------------------------------ |
| 1st | 2017年1月18日 | Crazy Crazy (feat. Charli XCX & Kyary Pamyu Pamyu) | WPCL-12509 | 15位            | きゃりーぱみゅぱみゅの「原宿いやほい」とのスプリットシングル |

#### デジタル・シングル
| 枚  | 発売日         | タイトル                                       | 備考               |
| --- | -------------- | ---------------------------------------------- | ------------------ |
| 1st | 2016年10月5日  | NANIMONO (feat. 米津玄師)                      | 映画『何者』主題歌 |
| 2nd | 2017年10月20日 | Give You More                                  |                    |
| 2nd | 2018年3月9日   | White Cube (+Voice Version) (feat. 苺りなはむ) |                    |
| 3rd | 2019年5月17日  | ぴこぴこ東京 (feat. 眞白桃々)                  |                    |

#### コラボレーション・シングル
| 枚  | 発売日         | タイトル                     | アーティスト                           | 備考                                         |
| --- | -------------- | ---------------------------- | -------------------------------------- | -------------------------------------------- |
| 1st | 2007年8月22日  | FREE FREE/SUPER MUSIC MAKER  | 鈴木亜美 joins 中田ヤスタカ（capsule） |                                              |
| 2nd | 2013年11月13日 | 熱愛発覚中                   | 椎名林檎と中田ヤスタカ                 | アルバム『浮き名』から先行リリース           |
| 3rd | 2017年4月24日  | せいせせいせいせいせせいせい | 磯部磯兵衛 with 中田ヤスタカ           |                                              |
| 4th | 2018年11月17日 | ぴこぴこ東京                 | DAOKO × 中田ヤスタカ                   |                                              |
| 5th | 2018年11月17日 | キズナミ (cover)             | キズナアイ、中田ヤスタカ               | きゃりーぱみゅぱみゅに提供した楽曲のカヴァー |
| 6th | 2020年1月9日   | 一番歌                       | 湘南乃風&中田ヤスタカ                  |                                              |

### アルバム

#### フル・アルバム
| 枚  | 発売日       | タイトル       | 規格品番   | 規格品番   | オリコン 最高位 |
| 枚  | 発売日       | タイトル       | 初回限定盤 | 通常盤     | オリコン 最高位 |
| --- | ------------ | -------------- | ---------- | ---------- | --------------- |
| 1st | 2018年2月8日 | Digital Native | WPCL-12695 | WPCL-12697 | 13位            |

#### サウンドトラック・アルバム
| 枚  | 発売日        | タイトル                                                      | 規格品番   | オリコン 最高位 |
| --- | ------------- | ------------------------------------------------------------- | ---------- | --------------- |
| 1st | 2007年5月23日 | LIAR GAME オリジナル・サウンドトラック                        | YCCW-50004 | 98位            |
| 2nd | 2010年3月3日  | LIAR GAME 2 〜シーズン2 & 劇場版 オリジナル・サウンドトラック | YCCW-50006 | 34位            |
| 3rd | 2012年3月2日  | LIAR GAME -再生- オリジナル・サウンドトラック                 | YCCW-50008 | 74位            |
| 4th | 2016年10月5日 | NANIMONO EP/何者 (オリジナル・サウンドトラック)               | WPCL-12472 | 24位            |

### 参加作品
- アルバム『contemode V.A.』（2003年） - 楽曲「re: space age[注 4]」、楽曲「TOKYO A NETSU-TIGHT NIGHT[注 5]」
- アルバム『contemode V.A.2』（2004年） - 楽曲「interlude[注 6]」
- アルバム『BEAUTIFUL TECHNO』（2008年） - プロデュースした1曲とリミックス2曲を収録。

## サウンドトラック

### 映画
- うつつ[3]（2002年、日活）
- ポータブル空港[5]（2004年、スタジオカジノ）
- space station No.9[18]（2005年、スタジオカジノ）
- 空飛ぶ都市計画[18]（2005年、スタジオカジノ）
- ジュディ・ジェディ[6]（2006年、スタジオカジノ）原案、音楽担当
- LIAR GAME ザ・ファイナルステージ[19]（2010年、東宝）
- ノラゲキ![20]（2011年、サンライズ）
- LIAR GAME -再生-[19]（2012年、東宝）
- ONE PIECE FILM Z（2012年、東映）オープニングテーマ - 「ZEAL[11]」
- スター・トレック イントゥ・ダークネス（2013年、パラマウント映画）挿入曲 - 「Into Darkness[21]」
- アップルシードα
  - APPLESEED ALPHA（2014年、米国ソニーピクチャーズ）メインテーマ - 「Depth[22]」、挿入曲 - 「SPACE[注 7][22]」
  - アップルシード アルファ（2015年、アニプレックス）メインテーマ - 「Depth (vocal dub mix feat. Toshiko Koshijima)[23]」、挿入曲 - 「SPACE[注 7][22]」
- 何者（2016年、東宝）劇伴、主題歌「NANIMONO（feat. 米津玄師）」
- ちいさな英雄-カニとタマゴと透明人間-「透明人間」 （2018年、スタジオポノック）
- ONE PIECE FILM RED（2022年、東映）
- 8番出口[24]（2025年、東宝）網守将平と共同で担当

### テレビ番組

#### ドラマ
- LIAR GAME シリーズ（フジテレビ）
  - LIAR GAME シーズン1[19]（2007年）
  - LIAR GAME シーズン2[19]（2009年）
  - LIAR GAME X[19]（2010年）
- マジで航海してます。（2017年、毎日放送）オープニングテーマ - 「Jump in Tonight（feat. 眞白桃々）」

#### その他のテレビ番組
- どうぶつ奇想天外!（2008年、TBS）オープニングテーマ、BGM、エンディングテーマ - 「Pleasure ground[注 8][6]」
- スーパーJチャンネル（2010年3月29日 - 2015年3月29日、テレビ朝日）テーマ曲 -「Views[25]」、ジングル曲
- カタリダス（2010年10月7日 - 12月30日、TBS）テーマ曲 - 「FREEDOM[26]」
- SMAP×SMAP（2013年11月25日、関西テレビ・フジテレビ）ジングル曲（SMAPと共作）
- ダイヤモンドグローブ（2013年 - 2014年、フジテレビ）テーマ曲 - 「Excellent[27]」
- PON![28]（2014年3月31日 - 2015年10月2日、日本テレビ）オープニングテーマ - 「PON!のテーマ」、ジングル曲
- NEWS23（2015年3月30日 - 2016年3月25日、TBS）テーマ曲[29][30][31]
- 関ジャム 完全燃SHOW（2016年10月23日、テレビ朝日）番組オリジナル曲
- ニュースチェック11（2017年4月3日 - 2019年3月29日、NHK）テーマ曲 - 「Source of Light[32]」
- バーチャルさんはみている（2019年1月9日 - 3月27日、TOKYO MX）BGM

### ラジオ番組
- オリエンタルラジオのオールナイトニッポンR（2006年6月9日、ニッポン放送）「武勇伝」をリミックス
- すっぴん!（2012年4月2日 - 2015年3月27日、NHKラジオ第1放送）テーマ曲 - 「morning face[33]」

### テレビ・コマーシャル
- 三井グリーンランド[注 9][6]
- カロッツェリア「カーナビゲーションサイバーナビ」
  - 「WORLD OF FANTASY[注 8]」（2012 - 2013年、パイオニア）
  - 「タイトル不明[注 10]」（2014年、Cyber cruise）
- ドリームブラ（2013年、ピーチ・ジョン）- 「タイトル未定[34]」
- 「WAVE RUNNER[注 7]」（2015年)
- 爽健美茶（2019年、日本コカ・コーラ）- 榮倉奈々「爽健美茶のうた」

### ゲーム
- 戦国アクションパズル DJノブナガ（2018年、スクウェア・エニックス）全BGM、ファイナルファンタジーXVとのコラボレーション楽曲「Chocobo Theme (Yasutaka Nakata Remix)」

## 他アーティストへの提供曲
※capsule（CAPSULE）、COLTEMONIKHAの作品は割愛。

### 作曲、プロデュース作品
- 天然少女EX - 楽曲「夢ならさめないでほしいよ[注 11][35]」、楽曲「Happie Day![注 11][35]」
- Perfume - シングル「スウィートドーナッツ」以降の全作品[注 12] のプロデュース[注 13][4][36]。
- MEG - 「甘い贅沢」から「PRECIOUS」までの全シングル[4][36]、シングル「SECRET ADVENTURE[37]」、シングル「PASSPORT／PARIS[38]」、『BEAM』から『MAVERICK』までの全アルバム[4][36]、楽曲「黒ネコのタンゴ[20]」、楽曲「REPLICA[39]」。
- 鈴木亜美 - シングル「FREE FREE/SUPER MUSIC MAKER[注 14][6]」、シングル「ONE[6]」、シングル「can't stop the DISCO[6]」、アルバム『Supreme Show[6]』。
- 嘉陽愛子 - 楽曲「cosmic cosmetics[注 15][40]」。
- 井上麻里奈 - シングル「ビューティフル・ストーリー[41]」。
- SARINA - 楽曲「Cyber Girl[注 16][4]」。
- dahlia[注 17] - 楽曲「水色ジーナ[4]」、楽曲「「maxima!」[注 18][42]」
- NAGISA COSMETIC - ミニアルバム『NAGISA COSMETIC[43]』。
- marino - 楽曲「フレイバー[注 19][44]」、楽曲「ララリル[注 19][44]」。
- SMAP - 楽曲「ココロパズルリズム[45]」、シングル「CHAN TO SHI NAI TO NE!」、楽曲「Amazing Discovery[46]」。
- Crystal Kay - 楽曲「Step by Step[47]」。
- タッキー&翼 - 楽曲「スポットライト[48]」。
- きゃりーぱみゅぱみゅ - 全作品[注 20][4][36]。
- MINMI - 楽曲「太陽の下で[注 21][49]」。
- 山下智久 - 楽曲「BABY BABY[50]」、楽曲「Back to the dance floor[51]」。
- SCANDAL - シングル「OVER DRIVE[52]」。
- 椎名林檎 - 楽曲「熱愛発覚中[53]」。
- E-girls - 楽曲 「Music Flyer[54]」。
- 三戸なつめ - 全楽曲
- TeddyLoid - 楽曲 「Game Changers with 中田ヤスタカ (CAPSULE)」
- 浜田ばみゅばみゅ - 楽曲 「なんでやねんねん」[55]
- unBORDE all stars - 楽曲 「Feel」
- 平井堅 - 楽曲 「ネガティブボーイ」
- DAOKO - 楽曲「ぼくらのネットワーク」
- キズナアイ - 楽曲「AIAIAI」「キズナミ（cover）」
- バーチャルリアル - 楽曲「あいがたりない」
- 湘南乃風 - 楽曲「一番歌」
- CY8ER - 楽曲「恋愛リアリティー症」
- 眞白桃々 - 楽曲 ｢おねがいシーケンサー｣
- Ado - 楽曲「新時代 (ウタ from ONE PIECE FILM RED)」
- FRUITS ZIPPER - 楽曲「KawaiiってMagic」
- PiKi - 楽曲「Kawaii Kaiwai」、楽曲「Tell Me Tell Me ☆」

### 編曲
- 松田聖子　- 楽曲「惑星になりたい」

### リミックス楽曲
- dorlis × 野宮真貴 × 中田ヤスタカ （capsule） featuring coba　「ラブ◎○△▲ダービー ～Yasutaka Nakata Remix～[56]」
- KALEIDO　「Meu Sonho （yasutaka nakata - capsule mix）」、「Meu Sonho （yasutaka nakata - capsule mix extended）」
- m-flo loves MINMI　「Lotta Love -yasutaka nakata capsule mix-[57]」
- m-flo loves BoA　「the Love Bug -Yasutaka Nakata (CAPSULE) Remix-[58]」
- リア・ディゾン　「恋しよう♪ ～yasutaka nakata-capsule mix～[6]」
- RAM RIDER　「Sun Lights Stars （yasutaka nakata 8FM mix）」- アナログシングル『RAM RIDER EP』には、表記の全く同じロング・バージョンが収録。「きみがすき (yasutaka nakata capsule extended remix)[6]」- 下記の「きみがすき -中田ヤスタカ (capsule) Remix-」のロング・バージョン。
- spaghetti vabune!　「favorite song （contemode bossa mix）[4]」
- 古原奈々　「ふたりのもじぴったん (fine c'est la mix)[注 22][6]」
- 土岐麻子　「君に、胸キュン。 （Yasutaka Nakata-capsule REMIX）[6]」
- MEG　「rockstar (yasutaka nakata 128 mix)」、「FREAK <yasutaka nakata remix>」、「KITTENISH <ynnk remix>[注 23]」
- 鈴木亜美　「A token of love （FM88 mix）」、「BE TOGETHER」
- SMAP　「夜空ノムコウ」- リミックス、「SHAKE」- Perfume「チョコレイト・ディスコ」とのマッシュアップリミックス
- 青山テルマ　「リズム （Yasutaka Nakata(capsule) Remix）[6]」
- CLAZZIQUAI PROJECT　「Beat in Love （Yasutaka Nakata [capsule] Remix）」、「Kiss Kiss Kiss （Yasutaka Nakata(capsule) remix）[59]」
- Sweetbox　「Everything Is Gonna Be Alright （Next Generation 2009）（Yasutaka Nakata(capsule)Remix）」
- Passion Pit　「The Reeling （Yasutaka Nakata [capsule] Remix）」
- mini　「Are U Ready? （yasutaka nakata (capsule) Remix）[60]」
- TRF　「EZ DO DANCE retracked by Yasutaka Nakata (capsule)[61]」
- 童子-T　「想い feat. YU-A (Yasutaka Nakata Remix)[62]」
- カイリー・ミノーグ　「Get Outta My Way (Yasutaka Nakata Remix)[8]」、「Into The Blue -Yasutaka Nakata (CAPSULE) Remix-[63]」
- 東京スカパラダイスオーケストラ　「流星とバラード (Yasutaka Nakata remix)[64]」
- JUJU　「さよならの代わりに –Yasutaka Nakata Remix-[65]」
- アレクサンドラ・スタン　「MR. SAXOBEAT [YASUTAKA NAKATA REMIX][66]」
- RIP SLYME　「熱帯夜 -Yasutaka Nakata(capsule) Remix-[67]」
- マデオン　「Pay No Mind（Yasutaka Nakata "CAPSULE" Remix)」
- tofubeats「POSITIVE feat. Dream Ami - 中田ヤスタカ(CAPSULE) REMIX」
- E-girls「Follow Me （中田ヤスタカ［CAPSULE］Remix）」
- Steve Aoki 「 I Love It When You Cry (Moxoki) [Yasutaka Nakata (CAPSULE) Remix]」
- Zedd 「Stay（Yasutaka Nakata Remix）」
- Danny L Harle（英語版） ｢Take My Heart Away - Yasutaka Nakata Remix｣

### 未発売の提供曲
- RAM RIDER 「きみがすき -中田ヤスタカ (capsule) Remix-」（2007年）- RAM RIDERの楽曲のリミックス。『きみがすき＋Remix Tunes』のヴィレッジ・ヴァンガード限定特典ディスクに収録。
- 鈴木亜美「BE TOGETHER 」（2008年）- 鈴木亜美の楽曲のリアレンジ・バージョン。
- Perfume「チョコレイト・ディスコ (Yasutaka Nakata Remix) 」（2009年）- Perfumeのリミックス曲を自身が出演するクラブイベントのみで披露。
- Metro Station「Shake It -Yasutaka Nakata (capsule) Remix-」（2009年）- capsuleのウェブサイトにて記述あり[68]。音源自体は未確認。
- Perfume「Lovefool」（2010年6月）- ペプシネックスのLOVE! PEPSI NEXコマーシャルキャンペーンにて、PerfumeがThe Cardigansの楽曲「Lovefool」をカバーした際にトラック制作[69]。

## その他担当作品
- 「STEREO TOKYO」（2003年）- コナミの音楽ゲーム『pop'n music』シリーズの『pop'n music10』に楽曲提供[注 24][70]。
- 「世界の"音"」（2006年）- 雑誌『NEUTRAL』連動企画[注 25]。
- ファッション・ブランド『FRAPBOIS』2008S/S、08-09A/W オリジナルミュージック[6]（2008年）。
- 「SPINNS LIMITED MIX TRACK」（2011年）- 古着ショップ『SPINNS』店内BGM[71]（ミックストラック）。[注 26]
- 「Telomere」（2011年）- iPhone 3G/3GS専用アプリ『Telomere（テロメア）』における全てのサウンドのプロデュース[72]。
- 楽曲「パノラミック・エクスペリエンス」（2012年） - 漫画『ONE PIECE』の展覧会『尾田栄一郎監修　ONE PIECE展～原画×映像×体感のワンピース』テーマ曲[11]
- 楽曲「G35」（2014年）- 『機動戦士ガンダム35周年プロジェクト』テーマ曲[28]
- 楽曲「SR400」 （2014年）-  サウンド&レコーディング・マガジン通巻400号記念オリジナルダウンロード曲
- 楽曲「DIVE into the HYBRID」（2015年）- 『トヨタ・TS040 HYBRID』コラボレーション曲
- 北陸新幹線金沢駅 発車メロディ（2015年） - [73]）
- 舞台楽曲『鈴木おさむ劇場 美幸 -アンコンディショナルラブ-』（2016年）
- カロッツェリア『サイバーナビ』各種操作時効果音（2016年）[74]
- 楽曲「1620」 （2016年）-  リオデジャネイロオリンピック閉会式『フラッグハンドオーバーセレモニー』ダンスパフォーマンス曲
- 楽曲「せいせせいせいせいせせいせい」（2017年）- アニメ『磯部磯兵衛物語』コラボレーション曲（磯部磯兵衛 with 中田ヤスタカ）
- 楽曲「White Cube」（2017年）- 日清食品『カップヌードル チリトマトヌードル』プロモーションビデオ『White Mystery篇』テーマ曲
- 楽曲「Love Don’t Lie (Ultra Music Festival Anthem)(feat. ROSII)」（2017年）- 『ULTRA MUSIC FESTIVAL』2017年公式アンセム曲
- 楽曲「Continue」（2017年）- 小嶋陽菜『こじまつり-THE NEXT STAGE-』キービジュアル曲